# カール・グスタフ・ユング
カール・グスタフ・ユング（Carl Gustav Jung、1875年7月26日 - 1961年6月6日）は、スイスの精神科医・心理学者。ブロイラーに師事し深層心理について研究、分析心理学（ユング心理学）を創始した。

## 生涯

### 幼少期
1875年、スイス、トゥールガウ州ボーデン湖畔のケスヴィルでプロテスタント（改革派）牧師の家（ドイツ系）に生まれる。父パウル・ユングは教会牧師であった。母方の祖父も優れた神学者であり、父パウルの師匠でもあった。一方，父方の祖父カール・ユング（ユングと同姓同名）はすぐれた医師であり、ユングの母校バーゼル大学の学長も勤めた。この祖父には、ゲーテの私生児だと言う伝説があった。ユングは、医学と宗教学を家族的背景に持っている。
少年期は己の内面に深い注意が向けられ、善と悪、神と人間についての思索に没頭する。「生涯忘れられない夢」を1879年または1880年に見たとされる。
1886年、バーゼルの上級ギムナジウム通う。かつて言語を研究していた父にラテン語の準備をしてもらってから入学した。この時期に内なる性格としての「NO.2」が現れる。またバーゼル大聖堂に神が排泄する夢を見る。更に母親の示唆によって『ファウスト』が必読書となる。また『ファウスト』は後々に衝動や無意識の認識の意味をテーマに扱ったと述べている。

### バーゼル大学時代
1895年バーゼル大学医学部に入学。学生時代はゲーテ、カントやニーチェの著作に感銘を受け、後の心理学者としての著作に、ゲーテの『ファウスト』やニーチェの『ツァラトゥストラはかく語りき』への言及も多くみられる。内的な基盤を持たない形式的な信仰というものに疑問を感じ、牧師という職を継ぐことを特には望まず、バーゼル大学で医学を、特にクラフト＝エビングの影響で精神医学を学んだ。
1896年には父親が亡くなり、学費を払うのが困難になり工面に苦労する。卒業後クリニックに勤めたのも資金を得るためである側面もあるとされる。

#### ニーチェとの関係
ユングが入学する15年程前にニーチェはバーセル大学で講師をしていた。ユングが入学した時も、当時公務を退いておりニーチェの先輩であり友人でもあったブルクハルトによるニーチェの批判的批評を筆頭として、哲学の高尚な学生はニーチェに対して批判的な議論を行っていたという。また、ニーチェの思想をあまり理解できていない学生内でもかつてのニーチェの所作などに関して噂していた。そんな中、ユングは『ツァラトゥストラ』や『反時代的考察』に感銘を受ける。No.2はツァラトゥストラがモデルとなったという。また後に「ニーチェによって近代心理学を受け入れる準備」をしたと語っている。『無意識の心理』(1916) ではフロイトとアドラーとの分岐点をニーチェの「自己保存の衝動（性衝動に対する）」として紹介している。更には『心理学的類型』(1921) ではニーチェの「アポロン」と「デュオニソス」がユングの類型と連関していると明記。『心理学と宗教』(1940) では「神が死んだ時代」を論じ、またニーチェの精神障害は無意識に呑み込まれて分裂症的（自分をデュオニソスと署名した）になったという分析を行っている。1934年から1939年にかけてはチューリッヒの心理学クラブにて英語のゼミナールで『ニーチェのツァラトゥストラの心理学的分析』を行っている。

#### 超心理学
1895年に従妹であるヘリーから降霊術に興味を持つ。そして後々の論文「いわゆるオカルト現象の心理と病理 」に「S.W.嬢」としてヘリーをモデルとして執筆している。但し論文では親族であるということを隠ぺいするためか、1899年から翌年に研究が行われたと記している。この時期、カントの『ある霊視者の夢』も読んでいる。

#### エービングの教科書
1899年10月国家試験に備えるためにリヒアルト・フォン・クラフト＝エービングの精神医学の教科書（1890）を読んで、「自然と精神の衝突が出来事になる場所」「対立し合うものの合一」としての精神医学から衝撃を受ける。当時絶望の場として認識していたユングにとって「人格の病」と捉え「妄想観念や幻覚が精神病に特有の症状であるだけでなく、人間的な意味をもっているということを示すことであった」という部分に意味を見出したようだ。
1900年7月にバーゼル大学を卒業し、「ブルクヘルツリ」病院に勤めることを決め、12月には義務である兵役として初年兵学校に行き、アールガウで歩兵としての訓練を終えてから勤める。
バーゼルでは祖父あっての孫ユングとして見られることが多く、また母と妹のしがらみもあり、バーゼルを抜け出せることはユングの喜びでもあった。

### 「ブルクヘルツリ」時代
1901年からは、チューリヒ大学精神科クリニックの「ブルクヘルツリ」でオイゲン・ブロイラーの元で助手を務める。
オイゲン・ブロイラーは「ミュンヘンのエミール・クレペリンと並んでブロイラーは彼の専門分野においては指針を与える代表的存在」であった。また1898年にオーグスト・アンリ・フォレル（1848-1931）から精神医学の教授を引き継いでおり、「フォレルの弟子として精神分析をスイスに移住したブロイラーは、この発生途上の仕事と、それゆえフロイトの夢研究にもユングの注目を促したはず」。
ブロイラーは「人道主義と親切さで患者に感銘を与えた医者として、また若い医者たちを完全に傾倒させるまでにたきつけ、激励する教師として称賛されていた…人間として価値を剥奪された患者を人格として尊敬する」。また患者たちと一つ屋根の中で住むことや禁酒・更に私的な自由区間がほとんどない中で勤務することを戒律としていた。
ユング自身は勤務を通して「わたしたちが精神病患者に見出すものは、何ひとつ新しいもの、未知のものはない。むしろわたしたちは自分自身の存在基盤に出会うのである。」と述べている。ブロイラーと同じく真摯に患者と向き合うことを行い、当時の「病んだ人格から疾患をいわば抽象し、診断と症状記述と統計で足りていた」状況を超えようとしていた。また「人間の精神がその自己破壊に直面したときにどのように反応するかを知りたかった」とも語っている。
1902年にブロイラーの勧めで、学位論文を書き、霊媒現象を考察した「いわゆるオカルト現象の心理と病理 (Zur Psychologie und Pathologie sogenannter occulter Phänomene)」を執筆。「E・ブロイラー教授閣下の承認を得て」と書かれていて、周りはオカルト的側面を批判する人もいたらしい一方、ブロイラー教授はユングのその側面を認めていたと言われる。また「遺伝的負因者における夢遊病の一症例」、「ブルクヘルツリ病院の第一助手」という記述もある。
1902年秋から1903年にかけて、ブロイラーの信任を得てパリに留学する。かつてフロイトも留学していた「力動的精神医学の新しい体系の最初の樹立者」ジャン・マルタン・シャルコーのもと改革されたサルペトリエール病院でおしていたこともあったピエール・ジャネ (1859–1947) の元で留学する。「ヒステリー」と「神経衰弱」という2つから出発する視点は後のユングの類型に影響に繋がる。また留学週に出版されたアルフレド・ビネ (1857–1911) の『知能の実験的研究』が出版され、その「内観」と「外観」という類型論的な鍵概念から詳しく取り扱われていたのも、後のユングの「外交的なヒステリー」と「内向的な分裂病」と類型論に影響を与える。また留学中に婦人帽子制作職人となっていたヘリーに驚き、パリの街で会っている。
1905年、言語連想法の研究から認められ、医長になり、精神医学の教授の資格をとり、さらにチューリッヒ大学の私講師（学校からでなく生徒からお金をとるスタイル）になる。1906年「早発性痴呆の心理」、1908年に「精神病の内容」と題された論文を発表。1909年には、大学を離れて個人開業を開始する。

### フロイトとの関係
1900年に赴任したブロイラーの病院ではゲマインザーメという一般会議において所長のブロイラーが議長を行っており、受け持ちの患者についてや論文についての議論もなされたようである。そこでユングは、ちょうど出版されたばかりのジークムント・フロイトの『夢判断』に関するレポートを任された。
ユングはこの本から強い影響を受け、フロイトの熱烈な信奉者となる
1906年、ユングはフロイトとの文通を始めているが、その関係は神話化され、フロイト中心的な伝説が生まれ、フロイトと精神分析がユングの研究の主要な源泉と見なされてきたが、ユングはこれに異議を述べている。
1906年には被験者に一群の単語を与え、患者が最初に頭に浮かんだ言葉を答えるまでにかかった時間を正確に計測する実験を行い、フロイトの自由連想理論を裏付ける実験的証拠を提供した。フロイトに論文集を送り、文通がはじまる。精神分析の伝導者であることを明言化、1906年には早くも、「ブロイラーもいまや完全に精神分析に改宗しました。」と報告した。1907年に初めて対面し、親交を深める。
生理学的な知識欲を満たしてくれる医学や、歴史学的な知識欲を満たしてくれる考古学に興味を抱き、友人と活発に議論を交わし、やがて人間の心理と科学の接点としての心理学に道を定めた。精神疾患の人々の治療にあたるとともに疾患の研究も進め、特に当時不治の病とされた分裂病（統合失調症）の解明と治療に一定の光明をもたらした。ヒステリー患者の治療と無意識の解明に力を注いでいたフロイトを信奉し、精神分析の伝道者として振舞う。フロイトはユングを自らの後継者に擬していた。1909年にはマサチューセッツ州のクラーク大学で講演するフロイトに同行し渡米、自身も講演した。
1911年には国際精神分析協会を設立した、その初代会長になる。フロイトでなくユングなのは、ユダヤ人以外を会長に選ぶ目的があったためである。
ところが、フロイトとは別に神話研究に励むユングは、次第にフロイトとの理論的な違いを表に出し始め、1914年には国際精神分析協会を辞して、フロイトらと袂を分かつことになり、チューリヒ大学医学部の私講師の職も辞任した。フロイトと決別した後、ユング自身が「方向喪失の状態」と呼ぶ異常な心理状態に陥る。この状態は精神病すれすれの危機的状態であり、『自伝』の中で、洪水に襲われて北ヨーロッパ全体が血の海に覆われる幻覚を見たり、死者たちの亡霊で自宅の中が一杯になる感覚などを体験したことが明らかにされている。
フロイトと親交を結ぶ3年前の1904年、勤務先のチューリヒ大学に入院してきた患者のザビーナ・シュピールラインと治療を通して親しくなり、不倫関係となった。ザビーナはユングと別れた後にフロイトに師事し、精神分析家となる。

### その後
精神分析の運動から離れ一人研究を進め、1916年には石油王ジョン・ロックフェラーの四女イーディス・ロックフェラー・マコーミック（en, 1872年 - 1932年）の助力で「心理学クラブ」を設立して、分析心理学の確立に努める。このクラブには、ヘルマン・ヘッセも訪れている。このマコーミック夫人の縁でジェイムス・ジョイスを知り、『ユリシーズ』の批評も書いている。
1922年にはスイスのボーリンゲンに土地を得て、塔の建設を開始する。この塔は瓦焼き職人に教わったやり方で造られており、この作業によって自身の精神的不調が安定化したとしている。
1921年には代表作『心理学的類型』（『タイプ論』『元型論』とも）を公開する。
1928年、ユングはリヒャルト・ヴィルヘルムの手による中国道教の錬金術のドイツ語訳を入手し、曼荼羅に夢中になる。これにコメントを付けて、1929年に『黄金の華の秘密』というタイトルで出版した。ユングは、精神的不調の回復期にあって、曼荼羅に描かれるような幾何学模様を描くことが多くなり、その折、チベットの仏僧の描く曼荼羅と自分の絵との偶然の一致に感嘆し、ここに意味を見出した。

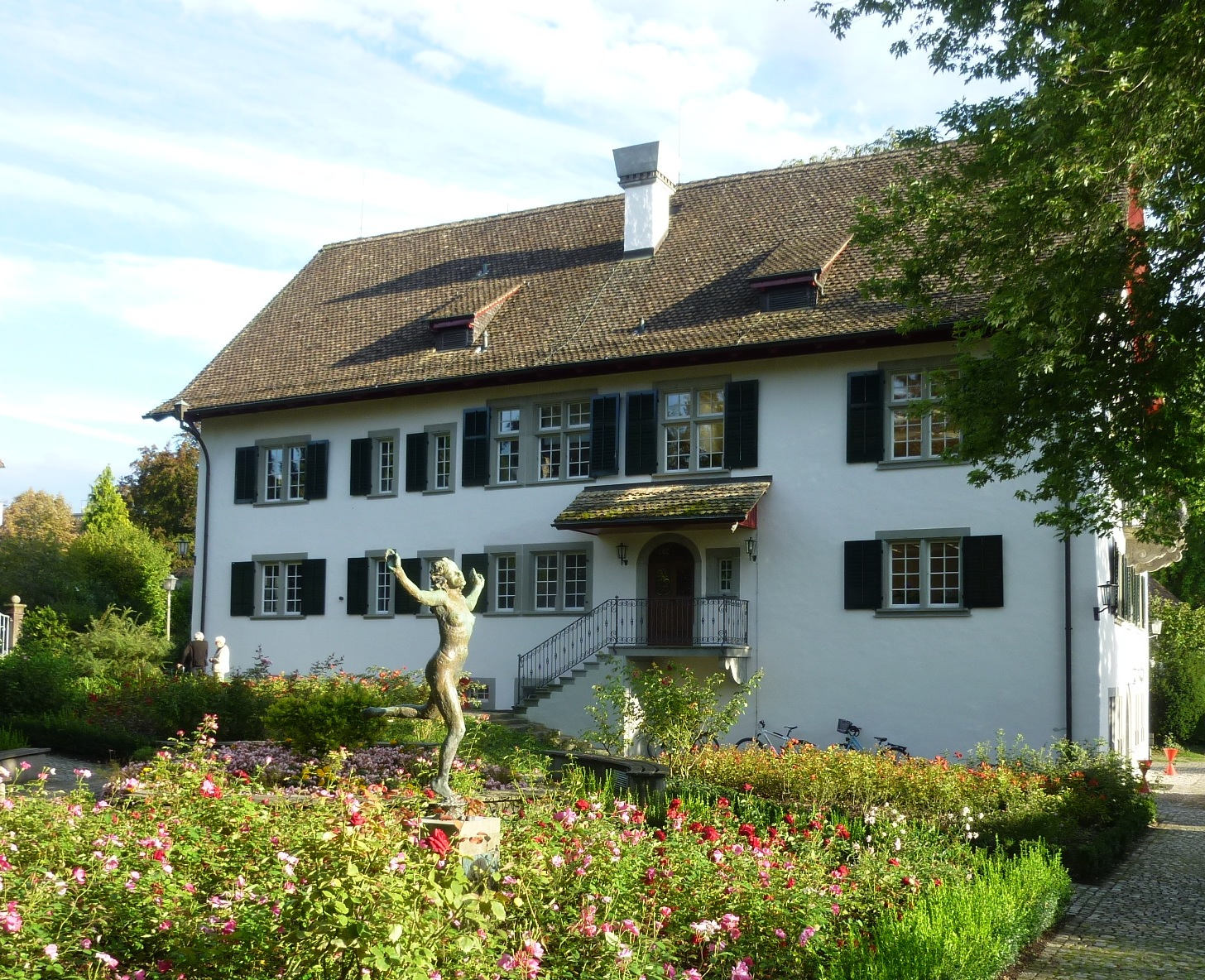
ユング研究所

1948年に共同研究者や後継者たちとともに、スイス・チューリッヒにユング研究所を設立し、ユング派臨床心理学の基礎と伝統を確立した。また1933年からは、アスコナでエラノス会議において、主導的役割を演じることで、深層心理学・神話学・宗教学・哲学など多様な分野の専門家・思想家の学際的交流と研究の場を拓いた。開催をしたオルガ・フレーベ・カプタインは、ユングに強く協力を求め、ユングが参加できない場合は廃止も辞さない構えであった。これには1951年まで出席する。ここで、鈴木大拙、ミルチャ・エリアーデ、ハーバート・リードらと親交を結ぶ。
1946年に『転移の心理学』、1951年に『アイオーン』、1955年と1956年には『結合の神秘』の第1巻と第2巻が出版されている。これらは、70歳を過ぎての著作であった。
1961年6月6日逝去。チューリッヒ州のキュスナハト改革派教会に葬られた。スイスでは晩年のユングは気味悪がられたが、世界的に精神病の理解には一石を投じるものとして価値づけられている。
死の直前まで、ユング唯一の一般向け著書『人間と象徴』をマリー＝ルイーズ・フォン・フランツ、ジョゼフ・ヘンダーソン、アニエラ・ヤッフェ、ヨランド・ヤコビーの4人と分担して英語で執筆し、ユング自身は担当する第1章を死の10日前に書き終えた。
著作の大半は、下記のようにドイツ語でなされた。

## ユング心理学の変遷
精神科医であったユングは、ピエール・ジャネやウィリアム・ジェームズらの理論を元にした心理理論を模索していた。フロイトの精神分析学の理論に自説との共通点を見出したユングはフロイトに接近し、一時期は蜜月状態（1906年 - 1913年）となるが、徐々に方向性の違いから距離を置くようになる。
ユングがそのキャリアの前半において発表した「連想実験」は、フロイトの「自由連想」法を応用して、言葉の錯誤と応答時間ずれ等を計測し、無意識のコンプレックスの存在を客観的な形にしたということで、科学的な価値を持ち、フロイトもそのために初めは喜んでユングを迎え入れた。両者の初めての邂逅において交わされた対談は10時間を超し、以後両者は互いに親しく手紙で近況や抱負、意見を伝えあい、フロイトはユングを自らの後継者に擬していた。しかし数年の交流のうちに、両者の志向性の違いが次第に浮き彫りになってきた。フロイトは無神論を支持したが、ユングは神の存在に関する判断には保留を設けた。またユングはフロイトとアルフレッド・アドラーの心理学を比較・吟味し、両者の心理学は双方の心性の反映であるとし、外的な対象を必要とする「性」を掲げるフロイトは「外向的」、自身に関心が集中する「権力」に言及するアドラーは「内向的」であるといった考察をし、別の視点からの判断を考慮に入れた。
ユングは歴史や宗教にも関心を向けるようになり、やがてフロイトが「リビドー」を全て「性」に還元することに異議を唱え、はるかに広大な意味をもつものとして「リビドー」を再定義し、ついに決別することとなった。ユングは後に、フロイトの言う｢無意識｣は個人の意識に抑圧された内容の「ごみ捨て場」のようなものであるが、自分の言う無意識とは「人類の歴史が眠る宝庫」のようなものである、と例えている。
ユングの患者であった精神疾患者らの語るイメージに不思議と共通点があること、またそれらは、世界各地の神話・伝承とも一致する点が多いことを見出したユングは、人間の無意識の奧底には人類共通の素地（集合的無意識）が存在すると考え、この共通するイメージを想起させる力動を「元型」と名付けた。また、晩年、物理学者のウォルフガング・パウリとともに共時性（シンクロニシティ＝意味のある偶然の一致）に関する共著を発表した。

## ユング心理学の特徴
ユング心理学（分析心理学）は個人の意識、無意識の分析をする点ではフロイトの精神分析学と共通しているが、個人的な無意識にとどまらず、個人を超え人類に共通して存在しているとされる集合的無意識（普遍的無意識）を視野に入れた分析も含まれる。ユング心理学による心理療法では能動的想像法が行われる場合もある。能動的想像法は文字通り意識的に無意識のイメージを掘り下げる手法である。現在，能動的想像法は，心理療法家の訓練・研修のための有効性は認められているが、その臨床応用に対しては慎重な立場をとる者が多い。
また、ユング心理学は、他派よりも心理臨床において夢分析を重視している。夢は集合的無意識としての「元型イメージが日常的に表出している現象」でもあり、また個人的無意識の発露でもあるとされる。
夢の分析はフロイトが既に重視していたことであった。しかしユング心理学の夢解釈がフロイトの精神分析と異なる点は、無意識を一方的に杓子定規で解釈するのではなく、クライアントとセラピストが対等な立場で夢について話し合い、その多義的な意味・目的を考えることによって、クライアントの心の中で巻き起こっていることを治癒的に生かそうとする点にある。
ユングはフロイトとの決別以後、自らの無意識から湧き出る元型的イメージと真摯に対峙しながらも患者への治療を続けた。これら元型的イメージは統合失調症の患者のイメージにおいても同様なパターンが見られるため、ユングは統合失調症患者であり、オカルティストであるという誤解を受けることもある。しかしその時期においても、ユングが医師として患者への治療を行い、多くの患者を癒やし、現実に導いていたことはユング心理学の理解の上で重要なことである。
ユングは人間の心の成長過程を「個性化の過程」と呼び、健常者、統合失調患者を含めた全ての人間が経験するものとした。従ってセラピー（心理療法）が終了しても、人間の個性化の過程は継続する。ユング派のセラピーでは、セラピー終了後もクライアントをサポートするためにカウンセリングを継続する場合もあり、この場合のセラピーを、「個性化」と呼ぶ場合がある。ただし、これは他の心理療法と同様、クライエントの「生き方」に介入したり指示を与えたりするものではないし、いたずらにセラピーを長引かせるためのものでもない。
また、日本においてユング心理学が隆盛を極めたのは、その心理臨床において箱庭療法を積極的に取り入れ、多くの著書を発表した河合隼雄の影響が大きい。

## ナチズムや反ユダヤ主義の勃興に対する姿勢
ナチスが政権を取った1933年、ドイツ精神療法学会が改編されることになりヒトラーに反対したユダヤ人のエルンスト・クレッチマーがその会長を辞任。新たに設立された国際精神療法学会の会長にユングが就任した。そのためユングはナチスに加担してクレッチマーを追い落としたと一部に言われた。後にユングは精神療法という学問分野を守りたかったので非ユダヤ人である自分が会長職を引き受けたと述べている。実際ナチスからの影響を逃れるために国際精神療法学会の本部をスイスのチューリッヒに移し、ドイツ国内で身分を剥奪されたユダヤ人医師を国際学会で受け入れ、学会誌にユダヤ人学者の論文が掲載されるように図ってもいる。ユングはユダヤ系の師フロイトにも支援の意図について打診しており、長年にわたってユングの秘書を務めたユダヤ人のアニエラ・ヤッフェによれば、「ナチスへの対応には甘いところがあった」が、ユングはナチスの反ユダヤ人政策には明確に反対し、ユダヤ人のドイツ脱出支援活動にも関与していたとのこと。

## ユングと超心理学
ユングはその学位論文『いわゆるオカルト的現象の心理と病理』において、従妹ヘレーネ・プライスヴェルクを「霊媒」として開かれた「交霊会」を扱ったこと（ただしこの論文では神秘的要因ではなく精神の病理的状態に帰されている）、また錬金術や占星術、中国の易などに深くコミットしたことにより、オカルト主義的な傾向を見て取られ、また新異教主義的な人々からその預言者とみなされる傾向がある。これにはおそらく母方のプライスヴェルク家が霊能者の家系として著名だった出自も影響していると思われる。また「集合的無意識」や「元型」などの一般の生物学の知見とは相容れない概念を提起することによって、20世紀の科学から離脱して19世紀の自然哲学に逆戻りしてしまったという批判がある。またフロイトもユングとまだ訣別する前に、「オカルティズム」を拒絶するよう強く求めた。
一方で、ユング自身は、夢に見られる元型に関して、遺伝に関連づけて言及していたくだりがある（『分析心理学』）。無意識に蓄えられている遺伝情報は莫大であり、人の心性がそれを基礎にしているからには、その生み出すものも、その起源をはるか過去に遡ることができるとする解釈も可能であり、遺伝情報内の大量の経験データの中には、人に平均して訪れる体験の体系も含まれていると考えた場合、元型の普遍性も説明できるであろう。また、そうした無意識内容を生み出す傾向、というユングの説明の付与は、人間が普遍的な基盤に立脚しながらも、決して固定された構造ではなく(これが生物学的な本能にしばられた動物と違う点である)、変化の可能性を秘めていることを示唆している。無意識と意識の調停作業はユングの言う「個体化」に結実する。
ただし19世紀末から20世紀初頭の状況は、一方では精神医学を極めて機能主義的に捉えることのみが科学的であり「心の治癒」といったものを語ることは出来ないという流れがあった一方で、アカデミズム以外でオカルティズムの大流行があったのみならず、ウィリアム・ジェームズのような学者も心霊主義の実験に乗り出すなど、心の問題に関するアプローチは現在以上に定まらないところもあった。こうした問題に関してユングに批判的であったフロイトも、そもそも性理論を打ち立てるのはオカルトの「黒い奔流」に対する「堅固な城塞」を築かねばならないからだという動機を口にしており、こうした問題に必ずしも安定した姿勢で臨んでばかりいたわけではなかった。またユング自身はきわめて厳格に学問的な方法論を意識して研究を進めていたという主張もあり、こうした点について決定的な評価を下すことはまだ難しいといえる。

## 著作
ユングの著作は、『ユング全集』にほぼ全ての重要な論文（単行本を含む）が網羅されている。全20巻の構成となっている。ドイツにおいて『Gesammelte Werke von C. G. Jung』 (Walter Verlag) として出版されている（「GW」 と略する）。英語版は、ユングの監修の元に翻訳が行われている（『 The Collected Works of C. G. Jung 』）。 
代表的な著作としては、以下のものがある。
- 『転換のシンボル』 Symbole der Wandlung, 1912, /1950, GW Bd.5.
- 『心理学的類型』 Psychologische Typen, 1921/1950, GW Bd.6.
- 『心理学と宗教』 Psychologie und Religion, 1940/1962 (GW Bd.11).
- 『アイオーン』 Aion, 1950, GW Bd.5-2.
- 『心理学と錬金術』 Psychologie und Alchemie, 1944/1952, GW Bd.12.
- 『ヨブへの答え』 Antworf auf Hiob, 1952/1967 (GW Bd.11).
- 『結合の神秘』 Mysterium Coniunctionis, 1955/1956,　GW Bd.14.

## ユングが登場するフィクション
映画
- 『危険なメソッド』
- 『フルメタル・ジャケット』

テレビドラマ
- 『インディ・ジョーンズ/若き日の大冒険』

コンピュータゲーム
- 『ノスタルジア1907』
- 『ペルソナシリーズ』

小説
- 『ゆめにっき あなたの夢に私はいない』（ユングの思想に触れている）

## 親族
- 父方の曽祖父であるフランツ・イグナツ (1759–1831) はナポレオン戦争のとき、野戦医師を勤め、マンハイムに移る。その際、マンハイム劇場の近くで、ゲーテを取り巻く多くの詩人と交友。後妻となるゾフィー・ツィーグラーも詩人らと交友していてゲーテと関係を持ち私生児としてユングの祖父であるC.G.ユングを生んだという伝説がある[4]。
- 父方の祖父であるC.G.ユング（1794–1864：ユングと同名）はハイデルベルクで医学を勉強。その際、ベルリンの神学者フリードリッヒ・ダニエル・エルンスト・シュライエルマッハーの影響からカトリックからプロテスタントに改宗される。1817年ドイツ統一のためのデモに参加し投獄（時代のパラダイムとしてはナポレオンのくびきを落とし統一ドイツに繋がる1848年の革命「フォアメルツ」に繋がる）。その後、パリに行きアレクサンダー・フォン・フンボルト (1769–1859) と知り合いになり、スイスのバーゼル大学に紹介され後々には教授となり更には総長になる。また1848年の肖像画は今もバーゼル大学の昔の玄関にかかっている[4]。市民病院を拡大させ、精神薄弱児たちの住む家「希望の施設 (Anstalt der Hoffnung)」を作る。またバーゼル市長の娘ゾフィー・フライと三度目の結婚をし父パウルを出産。
- 父のパウルはアラビア語に関する研究で哲学博士を得るが、経済的な理由で教授になる道を断念しボスヴィルの牧師になる。この側面がニーチェを受け入れる準備となる[4]。
- 母方の祖父であるザムエル・プライスヴェルク (1799–1871) はバーゼルのレオンハルト教区の説教師。改革派の牧師仲間ではいわゆるアンティスティス（牧師長）として通っていてた。ヘブライ語の私講師として学位を得ており、アメリカにまで普及したヘブライ語の文法書の著者と見なされていた。彼によって発刊されていた月刊雑誌『モルゲンラント（朝の国）』で彼は、ユダヤ人がパレスチナに再び定住することに対して関心がある事を公言した（シオニズムに先駆ける発言）[4]。